# Hans Erik Knipschildt
Hans Erik Ove Knipschildt (20. august 1913 i København − 20. juli 1999 i Frederikssund) var en dansk stadslæge, dr.med.
Knipschildt startede som vicestadslæge i 1948, og var stadslæge fra 1961 til 1983.
Ligeledes var han i næsten 25 år formand for Selskabet for Sundhedsplejen i Danmark, og i mange år tillige formand for Alkohol- og Narkotikarådet. Han var Ridder af 1. grad af Dannebrog.
Den 21. december 1998 blev han gift med politiker Charlotte Ammundsen.